# Worniny
Worniny (niem. Warneinen) – osada w Polsce położona w województwie warmińsko-mazurskim, w powiecie ostródzkim, w gminie Ostróda.
W latach 1975–1998 miejscowość administracyjnie należała do województwa olsztyńskiego.
W czasach krzyżackich wieś pojawia się w dokumentach w roku 1403, podlegała pod komturię w Ostródzie, były to dobra rycerskie o powierzchni 12 włók.